# Tazmalt
Tazmalt (em árabe: تازمالت) é uma comuna localizada na província de Bugia, no norte da Argélia. Segundo o censo de 2008, a população total da cidade era de 28 891 habitantes.